# Prostaglandin-E2 9-reduktaza
Prostaglandin-E2 9-reduktaza (EC 1.1.1.189, PGE2-9-OR, reduktaza, 15-hidroksi-9-oksoprostaglandin, 9-keto-prostaglandin E2 reduktaza, 9-ketoprostaglandin reduktaza, -9-ketoreduktaza, PGE2 9-oksoreduktaza, -9-ketoreduktaza, prostaglandin 9-ketoreduktaza, prostaglandin E 9-ketoreduktaza, prostaglandin E2-9-oksoreduktaza) je enzim sa sistematskim imenom (5Z,13E)-(15S)-9alfa,11alfa,15-trihidroksiprosta-5,13-dienoat:NADP+ 9-oksidoreduktaza. Ovaj enzim katalizuje sledeću hemijsku reakciju
()-9alfa,11alfa,15-trihidroksiprosta-5,13-dienoat + + {\displaystyle \rightleftharpoons } (5Z,13E)-(15S)-11alfa,15-dihidroksi-9-oksoprosta-5,13-dienoat + +
Ovaj enzim redukuje prostaglandin E2 do prostaglandina F2alfa. Brojni drugi 9-okso- i 15-okso-prostaglandinski derivati takođe mogu da budu redukovani do korespondirajućih hidroksi jedinjenja. Može da bude identičan sa EC 1.1.1.197, 15-hidroksiprostaglandin dehidrogenazom (NADP+).

## Literatura
- Nicholas C. Price; Lewis Stevens (1999). Fundamentals of Enzymology: The Cell and Molecular Biology of Catalytic Proteins (Third изд.). USA: Oxford University Press. ISBN 019850229X.
- Eric J. Toone (2006). Advances in Enzymology and Related Areas of Molecular Biology, Protein Evolution (Volume 75 изд.). Wiley-Interscience. ISBN 0471205036.
- Branden C; Tooze J. Introduction to Protein Structure. New York, NY: Garland Publishing. ISBN 0-8153-2305-0.
- Irwin H. Segel. Enzyme Kinetics: Behavior and Analysis of Rapid Equilibrium and Steady-State Enzyme Systems (Book 44 изд.). Wiley Classics Library. ISBN 0471303097.
- William P. Jencks (1987). Catalysis in Chemistry and Enzymology. Dover Publications. ISBN 0486654605.

## Spoljašnje veze
- Prostaglandin-E2+9-reductase на 